# Ганс Блюменберг
Ганс Блюменберг (нім. Hans Blumenberg; нар. 13 липня 1920, Любек — пом. 28 березня 1996, Альтенберге) — німецький філософ.

## Життєпис
Ганс Блюменберг народився у місті Любек 13 липня 1920 року. 1939 року був єдиним учнем, який з відзнакою завершив навчання у гімназії «Катарінеум», а статус «хрещеного єврея» дозволив йому вступити до вищого навчального закладу. Упродовж 1939–1941 років Блюменберг вивчав філософію у теологічному та філософському коледжах Падерборна та Франкфурта-на-Майні, але згодом був вимушений їх залишити.
Працював у компанії Drägerwerk AG у Любеку. 1945 року його перевели до міста Цербст, але він зміг повернутися додому та переховувався до кінця війни разом зі своєю родиною та майбутньою дружиною Урсулою.
Після 1945 року продовжив вивчати філософію, германістику та класичну філологію в Гамбурзькому університеті. 1947 року Блюменберг отримав докторський ступінь у Кільському університеті, захистивши дисертацію «До проблеми первинності в онтології середньовічної схоластики» (нім. Beiträge zum Problem der Ursprünglichkeit der mittelalterlich-scholastischen Ontologie). У 1950 році пройшов габілітацію та захистив дисертацію на тему «Онтологічна дистанція: дослідження кризи феноменології Гусерля» (нім. Die ontologische Distanz. Eine Untersuchung über die Krisis der Phänomenologie Husserls). Ані перша, ані друга дисертація не була опублікована. Науковим керівником Блюменберга був феноменолог Людвиг Ландгребе.
1958 року став екстраординарним професором філософії у Гамбурзі, а 1960 року — ординарним професором філософії в Гіссенському університеті. 1965 року він став професором філософії Рурського університету у Бохумі, а п'ять років потому — у Вестфальському університеті імені Вільгельма, де 1985 року став почесним професором.
Блюменберг був членом Академії наук та літератури в Майнці (з 1960 року) та Німецького науково-дослідницького співтовариства, а також учасником очолюваного Гансом-Георгом Гадамером комітету з історії понять та співзасновником групи «Поетика та герменевтика» (1963 року).
У Блюменберга було четверо дітей, його донька Беттіна Блюменберг стала письменницею та перекладачкою.

## Твори
До початку 60-х років Блюменберг був відомий своїми публікаціями у журналах, зокрема як автор статті «Світло як метафора істини» (1957). «Парадигми метафорології» стали першою вагомою працею Блюменберга, її було надруковано у 1960 році у журналі «Архів історії понять» (нім. Archiv für Begriffsgeschichte), одночасно вона вийшла друком у видавництві «Bouver Verlag» у Бонні.
Після цього були написані три ключові праці Блюменберга: «Легітимність Нового часу» (1966), «Генеза коперниканського світу» (1975) та «Робота над міфом» (1979).

### Легітимність Нового часу (1966)
Перший розділ «Легітимності Нового часу» роботи Блюменберг присвячує тезі Карла Льовіта про те, що ідея прогресу є секуляризованою версією християнської есхатології, бо вона містить сподівання на те, що якесь зовнішнє втручання змінить історію світу. 
В другому розділі («Теологічний абсолютизм та самоствердження людини») Блюменберг пише, що прагматизм Бекона та «механізація картини світу» уможливили епоху Нового часу та «самоствердженням» людини. Як зазначив Річард Рорті, бажання Блюменберга легітимізувати Новий час було спробою захистити те, що розкритикував Мартін Гайдеґґер у ХХ столітті — допитливість, технічну майстерність, відмову бути зацікавленим в чомусь, що виходить за його межі, та орієнтацію на невідоме майбутнє.
|  | За Блюменбергом, спроба романтиків дискредитувати Просвітництво та продовження цього проекту в творах Ніцше та Гайдеґґера, виникла через нерозрізнення обґрунтованої критики самолегітимації Просвітництва та безпідставної критики його ідеалів самоствердження. |

Рорті погоджується з критикою «метафізики присутності» в творах Фрідріха Ніцше, Мартіна Гайдеґґера та Жака Дерріда, але зазначає, що Блюменберг має раду, коли пише про те, що це ще не означає автоматичну відмову від того способу життя, який уможливила епоха Просвітництва. Якщо філософи давнього світу намагалися знайти сенс життя людини у філософії, а філософи Середньовіччя — у теології, то поняття легітимності сучасної свідомості, яке з'явилося в епоху Просвітництва, може стати більш прийнятною альтернативою. Блюменберг вважає, що ідея прогресу свідчить про певний розвиток в межах самої історії та діє завдяки притаманній їй внутрішній логіці, яка легитимізується в процесі самоствердження людини його відповідальністю за власну долю.
Схожі питання піднімаються в третій, і найдовшій, частині книги, назва якої звучить як «‘Суд’ над теоретичною допитливістю». Вона починається з Аристотеля, який написав у «Метафізиці» про те, що кожна людина від природи прагне пізнання. Блюменберг зазначає, що ці слова не завжди несли в собі той зміст, який ми приписуємо їм зараз, бо для античних філософів це означало те, що знання теоретичної істини було необхідним для досягнення щастя, водночас, як зазначає Рорті, за Гайдеґґером, наш концепт щастя виглядає ближчим до володарювання, а не до роздумів та співучасті.
Остання частина книги присвячена Миколі Кузанському та Джордано Бруно. Рорті відзначає подібність ідей Блюменберга та Мішеля Фуко, але доходить до висновку, що Блюменберг не заперечує написання історій наслідування ідей, але вважає, що вони мають відповідати логіці певного діалогу, у якому ми шукаємо питання на відповіді, які нам вже відомі.

### Робота над міфом (1979)
За цю працю Блюменберг отримав 1980 року премію Зигмунда Фрейда. Він аналізує, яким чином ми отримаємо міфи у спадок та намагаємося їх змінювати. Блюменберг розглядає визначальні характеристики міфу та стадії роботи над міфом, а також приділяє особливу увагу таким авторам як Зигмунд Фрейд, Ернст Кассірер, Джеймс Джойс та Поль Валері. Наприкінці книги він звертається до історії історію міфу Прометея, від часів Гесіода та Есхіла, до Франца Кафки та Андре Жида.

### Кораблегин зі спостерігачем (1979)
Вперше до метафори кораблетрощі Блюменберг звернувся на сторінках праці «Парадигми метафорології» 1960 року. Тоді він вважав, що метафора є окремою стадією на шляху формування поняття, але згодом змінив свою думку та вирішив, що метафора спрямована не на концептуальність, а на зв'язки з життєвим світом, який стає джерелом мотиваційної підтримки. Книга «Кораблегин зі спостерігачем» стала подальшим зверненням до теми морського плавання як метафори життя людини. Блюменберг вивчає, як змінювалися уявлення людини про життєвий світ. Зокрема, для нього є важливою постать глядача, який спостерігає за кораблегином із берега. Цей спостерігач є втіленням теорії. 
В передмові до першого німецького видання книги проведено паралель між «самоствердженням» людини, про яке Блюменберг пише у «Легітимності Нового часу», та трансгресії встановлених природою обмежень під час кораблеплавання, яка у часи античності розглядалася як така, що підлягає покаранню. «Допитливість», яка спонукала людину вирушити в плавання, засуджувалася мислителями античності та Середньовіччя як бажання пізнати те, про що нам не варто нічого знати. У часи Просвітництва ставлення до цієї метафори змінюється, а Вольтер вже пише про те, що глядач не отримує задоволення від того, що він, спостерігаючи за кораблегином, стоїть на березі, але просто ставиться до цих подій з інтелектуальною допитливістю. Паскаль, навпаки, зазначає, що немає ніякого берега, бо спостерігач сам опинився в морі та не бачить землі. 
Для Блюменберга є вкрай важливою ця ідентифікація суб'єкта та об'єкта пізнання, а кораблетонець сприймається як такий, що тримається за уламок кораблетроща (наукової картини світу), який йому видається чимось важливим, і сподівається на те, що він допоможе йому дістатися берега. Разом із тим, спостерігач завжди має бути готовим покинути і цей останній уламок, щоб побудувати новий корабель. Таким чином, метафора стає для Блюменберга лише одним із випадків «непоняттєвості» (нім. Unbegrifflichkeit), який вказує на те, що культуру неможливо звести до понять. Схожим чином, у праці «Робота міфу» Блюменберга цікавить не стільки те, що міф був попередньою стадією наукового світогляду, але те, які питання він намагався вирішити.

## Нагороди
- 1974 — Премія Куно Фішера від Гейдельберзького університету
- 1980 — Премія Зигмунда Фрейда за наукову прозу від Німецької академії мови та поезії у Дармштадті
- 1982 — статус почесного професора Гіссенського університету

## Переклади українською
- Блюменберг, Ганс. Світ як книга : пер. с нем. / Ганс Блюменберг ; Пер., передмова В. Єрмоленко . — Київ : Лібра, 2005 . — 543 с.
- Блуменберг, Г. Антропологічний підхід до сучасного значення риторики / Після філософії: кінець чи трансформація? Пер. з англ. — К.: Четверта хвиля, 2000. — 432 с.